# 松日橋
松日橋（まつびばし）は、岩手県気仙郡住田町下有住字高瀬にある、気仙川に架かる約40メートルの木製の橋である。洪水時には橋全体が分解して流されるようになっており、ワイヤーロープで繋いでおいた部材を回収して復旧される流れ橋である。

## 概要

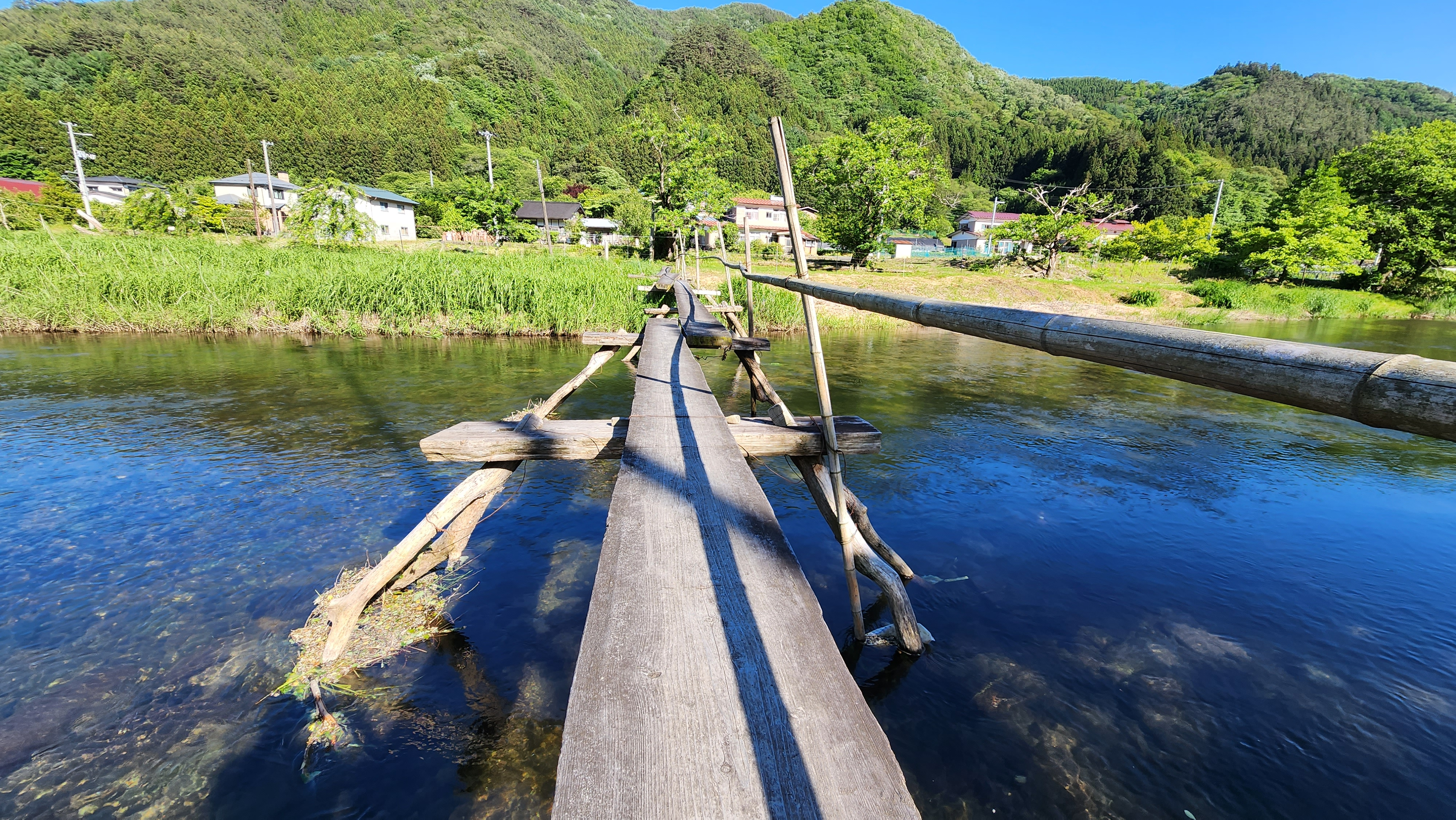
松日橋を右岸側から撮影

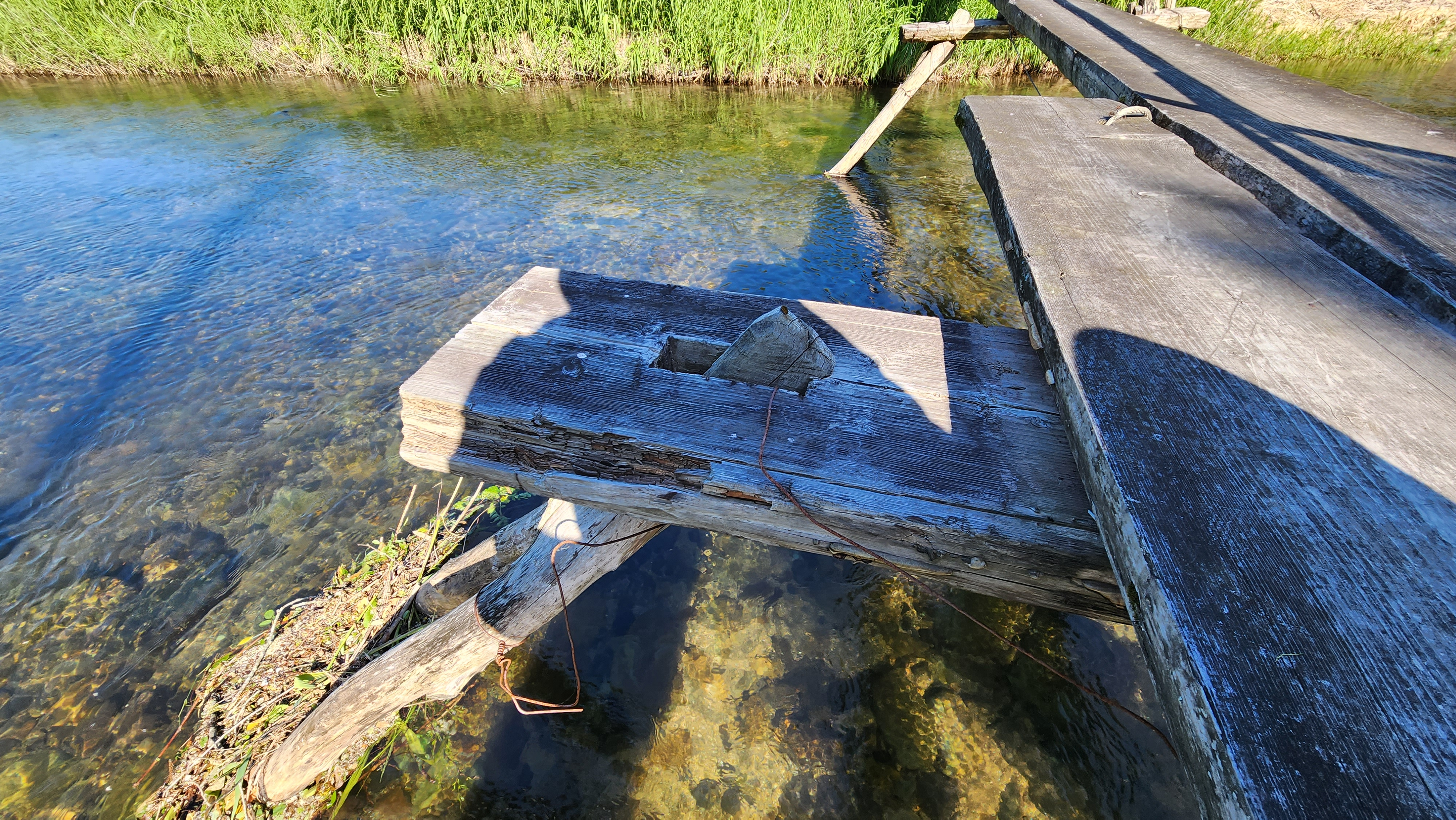
橋脚の構造。
に横木を組み合わせる。

橋名の「松日」は、橋のたもとの集落の名称から採られている。かつては左岸側の松日集落から右岸側（現在の中山地区）にある田畑に渡るために用いられた。1698年（元禄11年）作製の絵図に描かれた両岸の土地利用の様子から、当時すでに橋が存在したと考えられている。現在は橋の右岸側（国道340号側）に下有住地区支援委員会が設置した説明板が設置されている。
松日橋は流れ橋構造の木橋であり、洪水の時には流れに抵抗せず橋全体が分解し、部材が損傷を受けずに流される作りとなっている。特に7基ある橋脚は特徴的で、地元で叉股（ざまざ）と呼ばれる、二股に分かれたクルミやクリの太い枝の二股側を微妙に角度をつけて河床に差し込んで向かい合わせたものを一対とし、そこに横木をかけて1基の橋脚としており、それに交差して橋板の重みを乗せて設置することで水圧によって安定し、通常の川の流れでは流出しない状態を生みだしている。また、橋脚や橋板といった部材それぞれは強い固定を施されていないが、ワイヤーロープや針金で川岸の樹木に繋がれており、流された際にも部材の回収が可能になっている。
地元住民が管理する住田町の木製橋は減少しており、流されたあとの復旧作業には一般人の参加も歓迎している。作業終了後には交流会を催すなど伝統継承への取り組みも見られる。
2018年（平成30年）10月、台風24号の影響で橋が流された際には、橋の部材をワイヤーでくくりつけていた川岸のクルミの木までなぎ倒される被害を受けたが、クラウドファンディングで橋の復旧費を募り、目標金額30万円を達成して復旧された。
2019年（令和元年）にWOWOWの「連続ドラマW」枠で放送された有村架純・坂口健太郎主演作品『そして、生きる』の最終話のロケ地となった。ドラマ版を再編集して公開された映画『劇場版 そして、生きる』にも登場している。
2024年（令和6年）3月末の大雨で約2年半ぶりに流され、翌月13日に架けなおし作業がおこわれて復旧した。これまで橋は1年間に少なくとも1・2回は流出しており、松日橋受益者組合の金野純一組合長は「ここまで長い間流されなかったのは記憶にない」と述べた。

## 諸元
- 形式 – 桁橋
- 橋長 – 約40メートル
- 幅 – 約50センチメートル
- 用途 – 歩道橋
- 使用材料 – スギ（橋桁）、クルミ・クリ（橋脚）

## 交通アクセス
- 岩手県交通バス・盛岡大船渡線(遠野駅経由)「下有住」停留所下車、徒歩約10分。
- 住田町コミュニティバス・川口上有住駅線「中山」停留所下車。
- 釜石自動車道・遠野住田ICより車で13分。